# 凯文·奥利
凯文·杰梅因·奥利（英語：Kevin Jermaine Ollie，1972年11月27日—），出生于德克萨斯州达拉斯，前美国职业篮球运动员，司职控球后卫。

## 学校篮球时期
奥利中学时期就读于加利福尼亚州洛杉矶棕榈中学(Palms Middle School)，高中时期在洛杉矶Crenshaw高中打球，随后进入康涅狄格大学。

## 职业生涯
大学毕业后的奥利加盟了大陆篮球协会球队康涅狄格自豪(Connecticut Pride)，他在CBA联赛中打了132场比赛，得到场均12.8分，4.9次助攻，3.3个篮板的不错数据 ，随后他被达拉斯小牛队看中进入NBA联盟，1997年10月31日，奥利首次参加NBA比赛，对阵的是温哥华灰熊队，他得到11分，4个篮板，3次助攻在7年间辗转了10支不同的球队，包括了达拉斯小牛、奥兰多魔术、萨克拉门托国王、新泽西网、芝加哥公牛、印第安纳步行者、密尔沃基雄鹿、西雅图超音速、克里夫兰骑士。2005-06赛季，费城76人队教练莫里斯·齐克斯给了奥利首发球员的机会。

## 教練時期
2023年6月4日，前康乃狄克大學總教練奧利確定加入攔網教練團，曾率領康乃迪克大學奪下2014年NCAA冠軍，也是今年底特律活塞總教練最後考慮的人選之一，在2018年因違反NCAA規則，遭待了6年的康乃狄克大學提前解雇，奧利提起訴訟，去年9月雙方對這項潛在種族歧視訴訟和解，康乃狄克大學將支付390萬美元(約台幣1﹒2億元)，這筆支出包括名譽損害賠償與律師費。

## 主教练战绩
| 隊伍 | 年份    | 常規賽 | 常規賽 | 常規賽 | 常規賽 | 常規賽           | 季後賽                 |
| 隊伍 | 年份    | 比賽   | 勝     | 負     | 勝率   | 排名             | 季後賽                 |
| ---- | ------- | ------ | ------ | ------ | ------ | ---------------- | ---------------------- |
| BKN  | 2023-24 | 28     | 11     | 17     | .393   | 大西洋赛区第四名 | 接替沃恩、未進入季後賽 |
| 總計 | 總計    | 28     | 11     | 17     | .393   |                  |                        |